# Дионисос (Аттика)
Дио́нисос (греч. Διόνυσος «Дионис») — малый город в Греции. Расположен на высоте 459 метров над уровнем моря на северном склоне Пенделикона, в 5 километрах к югу от Айос-Стефаноса, в 19 километрах к северо-востоку от аэропорта «Элефтериос Венизелос» и в 18 километрах к северо-востоку от центра Афин, площади Омониас. Входит в одноимённую общину (дим) на севере периферийной единицы Восточной Аттики в периферии Аттике. Население 5651 житель по переписи 2011 года.
К западу от города проходит автострада 1 Пирей — Афины — Салоники — Эвзони, часть европейского маршрута E75 и проспект Тивон, часть национальной дороги 83.
В Дионисосе находится немецкое военное кладбище Рапендозы (1939—1945).
В 1979 году создано сообщество (ΦΕΚ 16Α).

## История

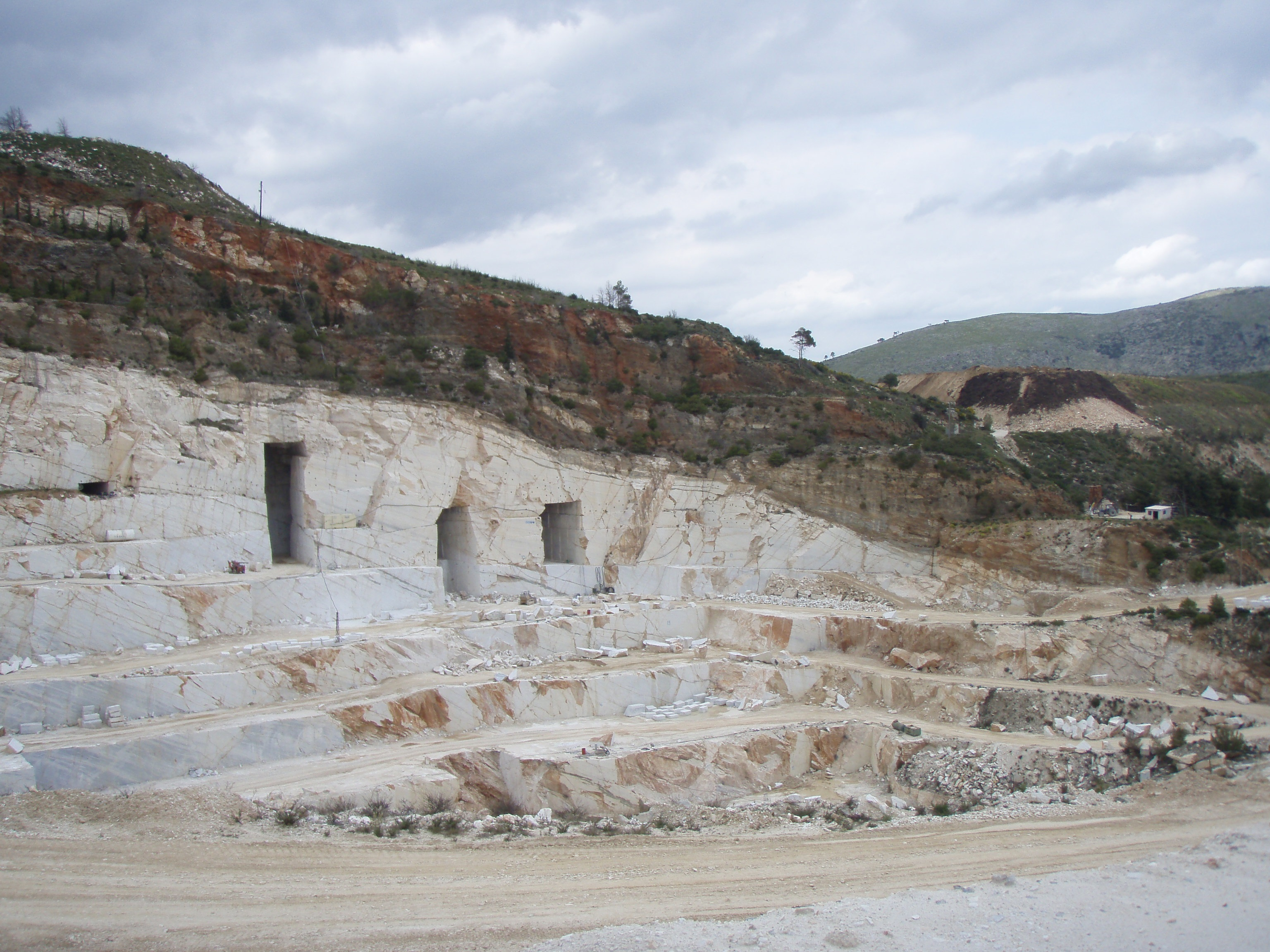
Мраморный карьер «Дионисос» на Пенделиконе

В Древних Афинах в области Дионисоса был аттический дем Икария в филе Эгеиде, названный в честь Икария, афинянина, жившего в правление Пандиона и получившего от Диониса виноградную лозу и вино. Место, где находился центр дема, было обнаружено в раскопках, проведённых в 1888 году Американской школой классических исследований в Афинах. Дем был расположен на северных склонах Пенделикона, к юго-востоку от Дионисоса и к северо-западу от Рапендосы. Уроженцем Икарии был Феспис, современник Солона, изобретатель и основатель жанра трагедии.
Город был создан в конце XIX века, когда началась добыча мрамора в одноимённом карьере на Пенделиконе. Карьер работает в настоящее время. Годовая производительность карьера 5000 кубометров по данным 2009 года.

## Сообщество Дионисос
В общинное сообщество Дионисос входят три населённых пункта. Население 6458 жителей по переписи 2011 года. Площадь 21,41 квадратного километра.
| Наименование      | Население (2011), человек |
| ----------------- | ------------------------- |
| Дионисос          | 5651                      |
| Рапендоса         | 106                       |
| Эфедрон-Анайениси | 701                       |

## Население
| Год  | Население, человек |
| ---- | ------------------ |
| 1991 | 2382               |
| 2001 | 4929               |
| 2011 | ↗ 5651             |